# Теннис на Южнотихоокеанских мини-играх 2001
Соревнования по теннису на VI Южнотихоокеанских мини-играх 2001 года прошли в посёлке Кингстон на Острове Норфолк.
Их участники разыграли семь комплектов медалей — среди мужчин и женщин в одиночном и парном разрядах, командных соревнованиях и миксте.
В соревнованиях выступали теннисисты десяти стран и территорий: Микронезии, Ниуэ, Новой Каледонии, Острова Норфолк, Островов Кука, Самоа, Соломоновых Островов, Тонги, Фиджи, Французской Полинезии.
Пять золотых медалей выиграли теннисисты Самоа, три — Новой Каледонии. Четыре высших награды завоевала самоанка Тагифано Сооналоле.

## Медальный зачёт
| Место | Страна                | Золото | Серебро | Бронза | Всего |
| ----- | --------------------- | ------ | ------- | ------ | ----- |
| 1     | Самоа                 | 5      | 2       | 0      | 7     |
| 2     | Новая Каледония       | 2      | 5       | 3      | 10    |
| 3     | Соломоновы Острова    | 0      | 0       | 2      | 2     |
| 4     | Французская Полинезия | 0      | 0       | 2      | 2     |

## Медалисты
| Дисциплина               | Золото                                                                          | Серебро                                                       | Бронза                                                                            |
| ------------------------ | ------------------------------------------------------------------------------- | ------------------------------------------------------------- | --------------------------------------------------------------------------------- |
| Мужчины Одиночный разряд | Тьерри Буске Новая Каледония                                                    | Хуан Лэнгтон Самоа                                            | Кристоф Годо Новая Каледония                                                      |
| Женщины Одиночный разряд | Тагифано Сооналоле Самоа                                                        | Лора Дюпон Новая Каледония                                    | Катрин Бонне-Гено Новая Каледония                                                 |
| Мужчины Парный разряд    | Самоа · Хуан Лэнгтон · Леон Сооналоле                                           | Новая Каледония · Тьерри Буске · Николя Нгодрела              | Французская Полинезия · Ландри Ли Тхам · Раларил Ян                               |
| Женщины Парный разряд    | Самоа · Тагифано Сооналоле · Шатель Тавита                                      | Новая Каледония · Лора Дюпон · Катрин Бонне-Гено              | Соломоновы Острова · Ирен Джордж · Джурианна Коринихона                           |
| Микст                    | Самоа · Хуан Лэнгтон · Тагифано Сооналоле                                       | Новая Каледония · Тафоно · Маги Виван                         | Новая Каледония · Тьерри Буске · Лора Дюпон                                       |
| Мужчины Команды          | Новая Каледония · Тибо Буске · Николя Нгодрела · Кристоф Годо · Пьер-Анри Гийом | Самоа · Леон Сооналоле · Хуан Лэнгтон · Рейнсфорд Пенн        | Французская Полинезия · Патрис Коти · Франк Мартино · Ландри Ли Тхам · Раларил Ян |
| Женщины Команды          | Самоа · Тагифано Сооналоле · Шатель Тавита                                      | Новая Каледония · Лора Дюпон · Маги Виван · Катрин Бонне-Гено | Соломоновы Острова · Джурианна Коринхона · Ирен Джордж                            |